# Општине у Доњој Калифорнији
Доња Калифорнија има 7 општина. То су:
- Енсенада
- Мексикали
- Плајас де Росарито
- Сан Кинтин
- Сан Филипе
- Текате
- Тихуана